# Cek (Azerbaigian)
Cek (conosciuto anche come Jek, Dzheg, o Dzhek) è un villaggio rurale del distretto di Quba, in Azerbaigian, facente parte del comune di Əlik. Fece anche parte dell'antica provincia romana dell'Albania caucasica.
Il villaggio è situato ad un'altitudine fra i 1600 ed i 2000 metri sul livello del mare, in una zona inaccessibile nel sud-ovest del distretto di Guba sulla collina Shahdag sul versante settentrionale del Caucaso. La sua inaccessibilità, la lingua unica e la particolare cultura del paese attrae turisti e viaggiatori.

## Economia e popolazione
Il villaggio è abitato da una popolazione di etnia Gekad, dedita a pastorizia, agricoltura e alla fabbricazione artigianale di raffinatissimi tappeti. La popolazione è di circa 550 abitanti.